# 256
| 256                |
| ------------------ |
| Dødsfald - Fødsler |
|                    |

| Gregoriansk kalender | 256 CCLVI               |
| Ab urbe condita      | 1009                    |
| Armensk kalender     | I/T                     |
| Kinesiske kalender   | 2952 – 2953 乙亥 – 丙子 |
| Etiopisk kalender    | 248 – 249               |
| Jødisk kalender      | 4016 – 4017             |
| Hindukalendere       |                         |
| - Vikram Samvat      | 311 – 312               |
| - Shaka Samvat       | 178 – 179               |
| - Kali Yuga          | 3357 – 3358             |
| Iransk kalender      | 366 BP – 365 BP         |
| Islamisk kalender    | 377 BH – 376 BH         |

Se også 256 (tal)

## Dødsfald
- Sun Jun